# Emily Rodda
Œuvres principales
- Série La Quête de Deltora

Emily Rodda, née Jennifer June Rowe le 2 avril 1948 à Sydney, est une femme de lettres australienne.
Sous le pseudonyme d'Emily Rodda, elle s'est fait connaître comme auteur d'ouvrages de littérature d'enfance et de jeunesse, alors qu'elle signe de son patronyme, Jennifer Rowe, ses romans policiers destinés aux adultes. Ses livres sont traduits en plusieurs langues.

## Biographie
Elle grandit avec ses deux jeunes frères sur la côte nord de Sydney. En 1973, elle termine ses études de littérature anglaise à l'Université de Sydney.
Grande lectrice depuis toujours, elle commence par travailler dans l'édition, d'abord aux éditions Paul Hamlyn, puis comme éditrice chez Angus & Robertson, où elle demeure en poste durant quatorze ans. Elle est également rédactrice en chef du magazine hebdomadaire Australian Women's Weekly de 1984 à 1992.
Something Special, son premier livre, est publié en 1984. Il marque le début de la carrière d'un auteur parmi les plus talentueux et les plus prolifiques d'Australie. Elle fait paraître ensuite plus de cinquante livres de littérature d'enfance et de jeunesse, dont certains appartiennent au genre policier et d'autres au fantastique. Elle est la seule auteure à être récompensée plus de cinq fois par le prix du meilleur livre de l'année du Children's Book Council of Australia.
La série fantastique La Quête de Deltora connaît un succès exceptionnel. Ainsi, depuis 1994, Emily Rodda se consacre-t-elle à plein temps à l'écriture.
En 1995, elle reçoit la Médaille Dromkeen, prix littéraire prestigieux décerné chaque année par la Courtney Oldmeadow Children's Literature Foundation aux meilleurs auteurs de livres pour la jeunesse.
Sous la signature Jennifer Rowe, elle donne dès 1988 un premier roman policier, intitulé Pomme de discorde (Grim Pickings), qui raconte comment, à l'époque de la récolte des fruits dans une pommeraie, une fête réunissant parents et amis est gâchée quand le cadavre d'un homme empoisonné est découvert pendant la nuit. « Avec ce premier ouvrage débute une série consacrée à Verity Birdwood, une jeune femme qui travaille comme documentaliste pour la chaîne de télévision ABC. On la retrouve dans plusieurs autres récits, toujours flanquée de l'inspecteur chef Dan Toby qui mène l'enquête ».

## Œuvres

### Littérature d'enfance et de jeunesse signée Emily Rodda

#### SérieFinders Keepers
1. (en) Finders Keepers, 1990
2. (en) The Timekeeper, 1992

#### SérieRowan of Rin
1. La Montagne de glace, Hachette Jeunesse, 1997 ((en) Rowan of Rin, 1993), trad. Marianne Costa
2. La Vallée d'or, Hachette Jeunesse, 1998 ((en) Rowan and the Travellers, 1994), trad. Marianne Costa
3. (en) Rowan and the Keeper of the Crystal, 1996
4. (en) Rowan and the Zebak, 1999
5. (en) Rowan of the Bukshah, 2003

#### SérieTeen Power Inc.
Cette série de trente romans est écrite par différents auteurs : Emily Rodda (tomes 1, 5, 7, 8, 11, 13, 15, 19, 23, 29 et 30), John St Clair (tomes 2, 6 et 12), Mary Forrest (tomes 3, 4, 9, 10, 17 et 18), Robert Sexton (tomes 14, 16, 20, 22 et 24), Sam Kester (tome 21) et Kate Rowe (tomes 25, 26, 27 et 28).
1. (en) The Ghost of Raven Hill, 1994
2. (en) Beware the Gingerbread House, 1996
3. (en) Breaking Point, 1998
4. (en) The Secret of Banyan Bay, 1998
5. (en) The Missing Millionaire, 1999
6. (en) Nowhere to Run
7. (en) Haunted House, 2000
8. (en) Cry Wolf, 2002
9. (en) Bad Apples, 2004
10. (en) The Secret Enemy, 2006
11. (en) Dead End, 2006

#### SérieFairy Realm
1. (en) The Charm Bracelet, 1994
2. (en) The Flower Fairies, 1994
3. (en) The Third Wish, 1995
4. (en) The Last Fairy-Apple Tree, 1995
5. (en) The Magic Key, 1995
6. (en) The Unicorn, 1996

#### SérieFairy Realm 2
1. (en) The Star Cloak, 2005
2. (en) The Water Sprites, 2005
3. (en) The Peskie Spell, 2006
4. (en) The Rainbow Wand, 2006

#### SérieLa Quête de Deltora
1. Les Forêts du silence, Pocket Jeunesse, 2006 ((en) The Forests of Silence, 2000), trad. Christiane Poulain
2. Le Lac des pleurs, Pocket Jeunesse, 2006 ((en) The Lake of Tears, 2000), trad. Christiane Poulain
3. La Cité des rats, Pocket Jeunesse, 2006 ((en) City of the Rats, 2000), trad. Christiane Poulain
4. Les Sables mouvants, Pocket Jeunesse, 2006 ((en) The Shifting Sands, 2000), trad. Christiane Poulain
5. Les Montagnes redoutables, Pocket Jeunesse, 2006 ((en) Dread Mountain, 2000), trad. Christiane Poulain
6. Le Labyrinthe de la bête, Pocket Jeunesse, 2006 ((en) The Maze of the Beast, 2000), trad. Christiane Poulain
7. La Vallée des égarés, Pocket Jeunesse, 2007 ((en) The Valley of the Lost, 2000), trad. Christiane Poulain
8. Retour à Del, Pocket Jeunesse, 2007 ((en) Return to Del, 2000), trad. Christiane Poulain

#### SérieLa Quête de Deltora 2
1. La Caverne de la peur, Pocket Jeunesse, 2007 ((en) Cavern of the Fear, 2002), trad. Christiane Poulain
2. L'Île de l'illusion, Pocket Jeunesse, 2007 ((en) The Isle of Illusion, 2002), trad. Christiane Poulain
3. Le Pays des ténèbres, Pocket Jeunesse, 2007 ((en) The Shadowlands, 2002), trad. Christiane Poulain

#### SérieLa Quête de Deltora 3
1. Le Nid du dragon, Pocket Jeunesse, 2008 ((en) Dragon's Nest, 2003), trad. Christiane Poulain
2. La Porte de l'ombre, Pocket Jeunesse, 2008 ((en) Shadowgate, 2004), trad. Christiane Poulain
3. L'Île des morts, Pocket Jeunesse, 2008 ((en) Isle of the Dead, 2004), trad. Christiane Poulain
4. L'Ultime Combat, Pocket Jeunesse, 2008 ((en) The Sister of the South, 2004), trad. Christiane Poulain

#### SérieRondo
1. Le Royaume de Rondo, Pocket Jeunesse, 2011 ((en) The Key to Rondo, 2007), trad. Aude Carlier
2. (en) The Wizard of Rondo, 2008Prix Aurealis du meilleur roman pour enfants 2008
3. (en) The Battle for Rondo, 2009

#### SérieSqueak Street Stories
1. (en) Addy and the Pirates, 2006
2. (en) Ben the Post-Mouse, 2006
3. (en) Old Bun and the Burglar, 2007
4. (en) One-Shoe's Wishes, 2007
5. (en) Fee-Fee's Holiday, 2007
6. (en) Pink-Paw's Painting, 2007

#### SérieLes Trois Portes
1. La Porte d'or, Pocket Jeunesse, 2014 ((en) The Golden Door, 2011), trad. Frédérique Fraisse
2. La Porte d'argent, Pocket Jeunesse, 2015 ((en) The Silver Door, 2012), trad. Frédérique Fraisse
3. (en) The Third Door, 2012

#### Romans indépendants
- (en) Something Special, 1984
- Cochon vole !, Milan, 1988 ((en) Pigs Might Fly, 1986), trad. Michèle Poslaniec
- (en) The Best-Kept Secret, 1988
- (en) The Julia Tapes, 1999
- (en) Bob and the House Elves, 2001
- (en) Dog Tales, 2001

#### Albums illustrés
- (en) Power and Glory, 1994
- (en) Yay!, 1997
- (en) Fuzz the Famous Fly, 2000
- (en) Green Fingers, 2001
- (en) Where Do You Hide Two Elephants?, 2001

#### Recueil de nouvelles
- (en) Dog Tales, 2006

### Littérature signée Jennifer Rowe

#### Série policièreVerity Birdwood et Dan Toby
1. Pomme de discorde, Fayard, 1993 ((en) Grim Pickings, 1987), trad. Christian et Francine Bérubé
2. Prière d'inhumer, Fayard, 1994 ((en) Murder by the Book, 1989), trad. Françoise Brodsky
3. (en) Death in Store, 1991
4. Eau trouble, Fayard, 1995 ((en) The Make Over Murders, 1992), trad. Christian et Francine Bérubé
5. Ondes de choc, Fayard, 1995 ((en) Stranglehold, 1993), trad. Éric Diacon
6. Lagneau à l'abattoir, Fayard, 1997 ((en) Lamb to the Slaughter, 1995), trad. Éric Diacon

#### Série policièreTessa Vance
1. Trouble fête, Fayard, 1999 ((en) Deadline, 1998), trad. Éric Diacon
2. Soumissions, Fayard, 2002 ((en) Something Wicked, 1998), trad. Éric Diacon et Dominique Kugler

#### Roman policier indépendant
- (en) Love, Honour, and O'Brien, 2011

#### Recueils de nouvelles
- (en) Angela's Mandrake, and Other Feisty Fables, 2000
- (en) Fairy Tales for Grown-ups, 2002